# Hypercompe pardalis
Hypercompe pardalis är en fjärilsart som beskrevs av Guen. Hypercompe pardalis ingår i släktet Hypercompe och familjen björnspinnare. Inga underarter finns listade i Catalogue of Life.